# ثلاثية: المرج الباكي
ثلاثية: المرج الباكي هو فيلم من نوع دراما أُصدر في 2004. الفيلم من توزيع سيلوليد دريمز ‏، وهو من إخراج ثيودوروس أنجيلوبولوس، أما السيناريو فكان من كتابة ثيودوروس أنجيلوبولوس وتونينو جويرا وPetros Markaris ‏.

## طاقم التمثيل
- Michael Giannatos [الإنجليزية]‏
- Alexandra Aidini  [لغات أخرى]‏
- Thalia Argiriou  [لغات أخرى]‏
- Aliki Kamineli  [لغات أخرى]‏
- Eva Kotamanidou [الإنجليزية]‏
- Toula Stathopoulou  [لغات أخرى]‏
- Giorgos Armenis  [لغات أخرى]‏
- Grigoris Evangelatos  [لغات أخرى]‏
- Vasilis Kolovos [الإنجليزية]‏
- Nikos Poursanidis  [لغات أخرى]‏

## الإنتاج
موسيقى الفيلم التصويرية كانت من تأليف إليني كاريندرو.

## وصلات خارجية
- ثلاثية: المرج الباكي على موقع IMDb (الإنجليزية)
- ثلاثية: المرج الباكي على موقع ميتاكريتيك (الإنجليزية)
- ثلاثية: المرج الباكي على موقع روتن توميتوز (الإنجليزية)
- ثلاثية: المرج الباكي على موقع نتفليكس (الإنجليزية)
- ثلاثية: المرج الباكي على موقع ألو سيني (الفرنسية)
- ثلاثية: المرج الباكي على موقع أول موفي (الإنجليزية)
- ثلاثية: المرج الباكي على موقع بوكس أوفيس موجو (الإنجليزية)
- ثلاثية: المرج الباكي على موقع فيلمافينيتي (الإسبانية)
- ثلاثية: المرج الباكي على موقع قاعدة بيانات الأفلام السويدية (السويدية)
- ثلاثية: المرج الباكي على موقع قاعدة بيانات الفيلم (الإنجليزية)